# Піт Схрейверс
Піт Схрейверс (нід. Piet Schrijvers, 15 грудня 1946, Ютфас — 7 вересня 2022) — нідерландський футболіст, що грав на позиції воротаря. По завершенні ігрової кар'єри — тренер.
Виступав, зокрема, за «Твенте» та «Аякс», вигравши з останнім п'ять чемпіонатів Нідерландів і два Кубки Нідерландів. Також грав за національну збірну Нідерландів, у складі якої став дворазовим віце-чемпіоном світу та бронзовим призером чемпіонату Європи.

## Клубна кар'єра
Народився 15 грудня 1946 року в місті Ютфас. Розпочав свою футбольну кар'єру в юнацькому клубі РУК, а потім Піт переїхав в місто Суст, де з 15 років почав виступати за клуб СЕК. Згодом молодий талановитий воротар перейшов у молодіжний склад клубу ХВК з міста Амерсфорта. Через три сезони Піт підписав свій перший професійний контракт з клубом ДВС з Амстердама. За цей клуб Схрейверс виступав протягом двох сезонів, а потім перейшов «Твенте». У «Твенте» Піт одразу став основним воротарем клубу. За сім сезонів Схрейверс провів за «Твенте» в чемпіонатах Нідерландів 195 матчів, а в єврокубках 23 матчі.
У 1974 році Піт перейшов в амстердамський «Аякс», клуб шукав гідну заміну своєму воротареві Гейнцу Стею. Дебют Схрейверса відбувся 1 вересня 1974 року в матчі проти «Ексельсіора». У своєму першому сезоні за «Аякс» Піт в чемпіонаті Нідерландів 1975/76 пропустив 29 м'ячів. Піт на той момент важив близько ста кілограм і тому вболівальники прозвали його «Ведмідь з Де Мера», а багато нападників боялися боротися з Пітом за верхові м'ячі через ризик отримати травму під час зіткнення з масивним голкіпером.

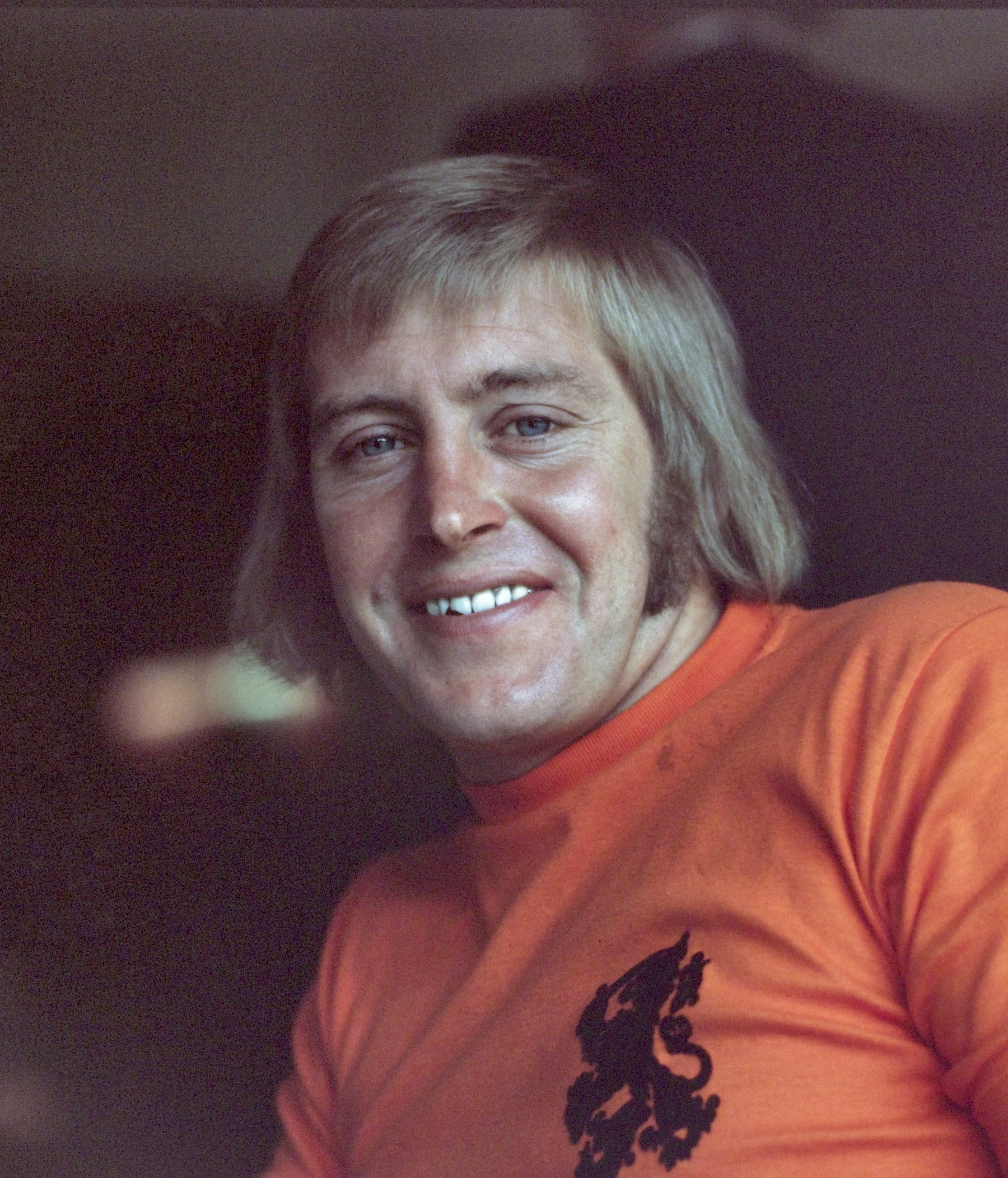
Піт Схрейверс у 1974 році.

Протягом дев'яти сезонів Схрейверс був основним воротарем «Аякса», за цей час зіграв у чемпіонаті Нідерландів за «Аякс» 277 матчів, а у всіх турнірах 356 матчів. П'ять разів в складі «Аякса» ставав чемпіоном Нідерландів в сезонах 1976/1977, 1978/1979, 1979/1980, 1981/1982 та 1982/1983, а також двічі ставав володарем кубка Нідерландів в 1979 і 1983 роках. Свій останній за «Аякс» матч Піт провів 14 травня 1983 року в грі проти «Фортуни».
Покинувши «Аякс» Схрейверс перейшов в клуб «Зволле», де через два сезони в 1985 році завершив свою ігрову кар'єру у віці 39 років. За всю кар'єру провів понад 600 матчів у різних турнірах.

## Виступи за збірну
1 грудня 1971 року дебютував в офіційних іграх у складі національної збірної Нідерландів в матчі проти збірної Шотландії, який завершився перемогою Нідерландів з рахунком 2:1.
У складі збірної брав участь на чемпіонаті світу 1974 року у ФРН. На турнірі Піт не зіграв жодного матчу, оскільки був лише запасним воротарем, а першим голкіпером Нідерландів на той момент був Ян Йонгблуд. Але попри це, Схрейверс став срібним призером чемпіонату світу, його збірна лише у фіналі поступилася господарям турніру збірній ФРН з рахунком 2:1.
Через два роки Піт разом зі збірною відправився на чемпіонат Європи 1976 року, який проходив у Югославії. Чемпіонат починався зі стадії півфіналу, в якому нідерландці зустрілися зі збірною Чехословаччини, Піт вийшов з перших хвилин, а його збірна до кінця основного часу грала з чехословацькими футболістами внічию 1:1, але в додаткових таймах Піт пропустив два м'ячі на 114-й і 119-й хвилині. Програвши в півфіналі з рахунком 3:1, Схрейверс та його збірна в матчі за третє місце з рахунком 3:2 обіграла господарів турніру збірну Югославії.
У 1978 році Піт значився беззаперечним основним воротарем збірної, якій належало брати участь у чемпіонаті світу 1978 року, місцем проведення якого була Аргентина. Йонгблуд почав турнір основним воротарем, але в останньому турі попереднього етапу пропустив 3 голи від шотландців і «помаранчеві» програли 2:3, вийшовши в наступний етап лише за різницею м'ячів. Схрейверс і його збірна відмінно розпочали півфінальний груповий турнір з перемоги над збірною Австрії з рахунком 5:1, а потім і зіграли внічию 2:2 із збірною ФРН. У третьому матчі групового турніру, який відбувся у 21 червня 1978 року, нідерландцям належало зустрітися зі збірною Італії. Схрейверс пропустив гол на 19-й хвилині матчу, м'яч у свої ворота забив захисник Нідерландів Ерні Брандтс, але через 7 хвилин Піт був змушений піти з поля через травму, замість нього ворота зайняв Ян Йонгблуд. Матч завершився перемогою Нідерландів з рахунком 2:1, але після цього матчу Піт не зміг продовжити участь у турнірі, на якому його збірна дійшла до фіналу, де поступилася збірній Аргентини з рахунком 1:3.
На наступному чемпіонаті Європи 1980 року Піт також був основним воротарем збірної. У першому матчі групового турніру проти збірної Греції Піт залишив поле вже на 15-й хвилині через незначну травму, але його збірна змогла перемогти Грецію завдяки забитому м'ячу з пенальті, який на 65-й хвилині реалізував Кес Кіст. Схрейверс зміг зіграти у двох інших матчах у групі, спочатку проти збірної ФРН, що закінчився перемогою німців з рахунком 3:2, а потім і в матчі проти збірної Чехословаччини, який завершився внічию 1:1. З групи Нідерланди не змогли вийти, посівши третє місце.
Останню гру за збірну Піт провів 14 березня 1984 року в матчі проти збірної Данії, який завершився впевненою перемогою голландців з рахунком 6:0. Всього протягом кар'єри у національній команді, яка тривала 14 років, провів у формі головної команди країни 46 матчів, пропустивши 42 голи.

## Кар'єра тренера
Після завершення ігрової кар'єри Схрейверс став тренером. Першим клубом Піта став аматорський клуб «Абкауде», в якому Схрейверс протягом чотирьох років був головним тренером. Потім Піт став асистентом головного тренера Ко Адріансе в клубі «Зволле», в якому Піт закінчував кар'єру як гравець.
Пізніше Схрейверс очолив «Вагенінген». Протягом двох років Піт у чемпіонаті Нідерландів приводив «Вагенінген» до 12-го, а потім і до 10-го місця в турнірній таблиці чемпіонату. Після відходу з «Вагенінгена» Піт за два роки встиг попрацювати тренером воротарів у «Твенте», «Утрехті» та «Де Графсхапі».
1991 року Піт став головним тренером клубу «ТОП Осс», а через два роки очолив «АЗ» з Алкмара. Під керівництвом Схрейверса клуб виступав у другому дивізіоні Нідерландів.
У січні 1995 році Піт очолив клуб «Зволле», який під його керівництвом зайняв у першому сезоні 14-те місце у другому нідерландському дивізіоні, а в наступному 12-те місце.
У 1996 році Піт став одним з тренером у клубі «СВ Дакота» з Аруби, але довго в клубі не затримався і в тому ж році став тренером воротарів в «ПСВ» з Ейндговена. Після двох років роботи в ПСВ Піт у 1998 році став головним тренером свого колишнього клубу ХВК. У тому ж році Піт покинув клуб і кілька років знаходився без тренерської роботи, аж до 2003 року, коли Піт став головним тренером клубу «Ахіллес 1894».
В липні 2005 року протягом п'яти тижнів Піт був тренером воротарів у збірній Саудівської Аравії, а 2008 року недовго був тренером воротарів словацького «Тренчина».
Останнім місцем тренерської роботи Схрейверса став ФЗН з міста Зіст, головним тренером якого Піт був з 2008 по 2009 рік.

## Титули і досягнення
- Чемпіон Нідерландів (5):

«Аякс»: 1976–77, 1978–79, 1979–80, 1981–82, 1982–83
- Володар Кубка Нідерландів (2):

«Аякс»: 1978–179, 1982–83
- Віце-чемпіон світу: 1974, 1978